# Souvrství Lomas Coloradas

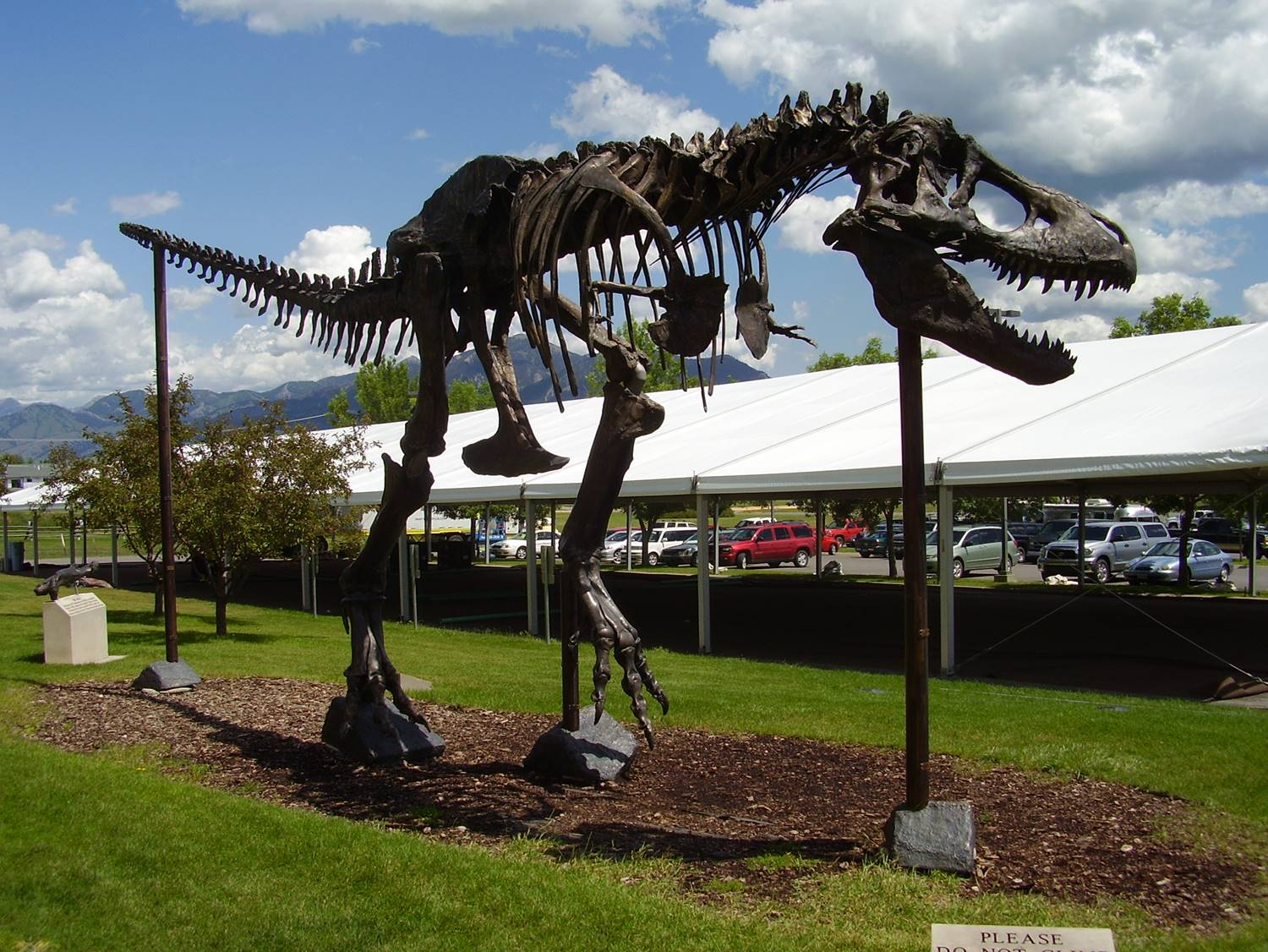
Rekonstruovaná kostra druhu Tyrannosaurus rex, zástupce megafauny souvrství Lomas Coloradas.

Souvrství Lomas Coloradas je geologickou formací na území Mexika (stát Sonora). Stáří sedimentů činí asi 70 až 66 milionu let, jedná se tedy o usazeniny z nejpozdnější křídy (geologický stupeň maastricht). 

## Popis a význam
V sedimentech tohoto souvrství bylo objeveno větší množství dinosauřích fosilií, zatím však byl identifikován jediný rod, a to Tyrannosaurus (není ale jisté, zda se jedná o druh T. rex nebo některý jiný, dosud neznámý, druh tohoto rodu). Šest fosilních zubů tyranosauridů pravděpodobně patřily juvenilním jedincům (mláďatům). Fosilní zuby tohoto obřího teropoda nicméně dokládají, že jeho rozšíření na území někdejší Laramidie (úzkého kontinentu na území současného západu Severní Ameriky) bylo značně velké (od současné Kanady na severu až po Mexiko na jihu), táhlo se tedy v délce několika tisíc kilometrů.

## Dinosauří fauna
- Tyrannosaurus sp.[5]